# エミリオ・ブトラゲーニョ
エミリオ・ブトラゲーニョ・サントス（Emilio Butragueño Santos、 1963年7月22日 - ）は、スペイン・マドリード州マドリード出身のサッカー選手。現役時代のポジションはフォワード。元スペイン代表。現在はレアル・マドリードの役員を務める。

## 概要
愛称は「エル・ブイトレ」（ハゲワシの意）で、1980年代後半のキンタ・デル・ブイトレと呼ばれたレアル・マドリードの黄金期の中心人物であり、2004年にはFIFAとペレが選ぶ「偉大なサッカー選手100人」であるFIFA100にも選ばれた。
サッカー選手としては決して恵まれた体格ではなかったが、並外れたゴールへの嗅覚と反応のよさ、そして一瞬のスピードを武器に活躍し、1990-91年にはリーグ得点王を獲得。当時のスペイン代表最多得点記録を持つなど高い決定力を誇った。また、フォワードながらパスの技術も高く、他の選手を使うことにも長け、レアル・マドリードで2トップを組んだウーゴ・サンチェスの決定力を最大限に引き出した。キャリアの中で1枚もレッドカードを受けたことがなく、紳士的なプレイヤーでもあった。

## クラブ経歴
1963年7月22日に、スペインの首都マドリードで生まれる。幼少期は、両親が経営する香水店の手伝いをしながら、週末には家族や友人とサッカーを楽しんでいる程度であった。
15歳の頃、学校のサッカーで活躍したことをきっかけにアトレティコ・マドリードのトライアルを受けることを勧められる。アトレティコ・マドリードとの契約をする直前、レアル・マドリードのジュニアチームの監督をしていた家族の友人に、テストをするため結論を伸ばすよう説得された。そして、テストの結果レアル・マドリードと練習生の契約を結んだ。その後、練習試合をたまたま見に来ていたルイス・モロウニーは、リカルド・ガジェゴを探しだして「前線でプレーしているあの変な選手は誰だ?どこで見つけてきたんだ?彼は天才だよ」と叫んだという。
1980年にレアル・マドリードとアマチュア契約を交わす。その翌シーズンからはカスティージャCFでプレーするようになり、1983-84シーズンには2部リーグ優勝を経験する。そのシーズンにブトラゲーニョはリーグ21得点を記録し、ヘセ・ロドリゲスが2012-13シーズンに22得点を挙げて更新するまでカスティージャにおけるリーグ最多得点となった。その後、アルフレッド・ディ・ステファノによって1984-85シーズンにカディスCF戦でトップチームデビューを飾る。2-0でリードを許した状態でサンティリャーナとの交代で後半から出場したブトラゲーニョは、デビュー戦で2ゴール1アシストを記録しチームの逆転勝利に貢献した。キンタ・デル・ブイトレの5人の中では、マヌエル・サンチス・オンティジュエロ、マルティン・バスケス、ミゲル・パルデサに次いで4番目のデビューであった。1984-85シーズン、UEFAカップ、ラウンド16のRSCアンデルレヒト戦でプロ初のハットトリックを決め、リーグ第30節のレアル・ムルシア戦でリーグ戦での初ハットトリックを決めた。1985年からは加入したウーゴ・サンチェス強力なツートップを形成、キンタ・デル・ブイトレの中心としてリーガ5連覇など数々のタイトル獲得に貢献。個人としても1985年、1986年と2年連続でブラヴォー賞に選ばれた。黄金期の一角を担うとともに1985年、1986年と2年連続で1位こそ逃したものの、バロンドール投票で3位を獲得した。
レアル・マドリードではフアニートが出場している試合は背番号8番などを着用していたが、フアニートの移籍後は背番号7番を継ぎ、その後フアニートと並ぶ背番号7のアイコンの一人となった。
1990-91シーズンには19得点を挙げてリーガ得点王を獲得した。1992-93シーズンのコパ・デルレイ決勝のレアル・サラゴサ戦では決勝ゴールを挙げて優勝を果たした。
1994-95シーズン途中、17歳でデビューを飾ったラウル・ゴンサレスにポジションを奪われる形となり、1995年は8試合にしか出場できずラシン・サンタンデール戦で挙げた1ゴールに止まった。その年の6月15日、エスタディオ・サンティアゴ・ベルナベウで行われたASローマとの親善試合を最後にレアル・マドリードを去った。レアル・マドリードでは通算462試合171ゴールの成績を残した
その後はメキシコのアトレティコ・セラヤへと移籍、3年間プレーした後、1998年に現役を引退した。
現役引退後は古巣レアル・マドリードにフロント入りし、かつてのチームメイトであるホルヘ・バルダーノの後任としてスポーツディレクターに就任し強化担当を務めていたが、2006年に会長の交代により退団した。2009年にフロレンティーノ・ペレスが会長に復帰したことによりブトラゲーニョも再び役員に復帰、現在はクラブの渉外ディレクター兼レアル・マドリード・ウニベルシダ・エウロペア大学スクールのゼネラルマネージャー職にある。

## 代表経歴
1984年のヨーロッパ選手権で代表入りしたが、出場機会は無く、10月17日のウェールズ戦で代表デビューを果たした。1986年のメキシコW杯では北アイルランド戦で1得点、デンマーク戦では4得点を挙げるなど活躍を見せた。ワールドカップでの1試合4得点は、イングランドW杯の準々決勝にてエウゼビオが北朝鮮代表を相手に決めて以来の快挙である。最終的に5得点を記録しディエゴ・マラドーナ、カレカらと並んでシルバーボールに輝いた。1988年のヨーロッパ選手権にも出場、大会後からは主将を務めた。
1990年イタリアW杯にも主将として出場。1992年11月18日のアメリカW杯大会予選、アイルランド戦を最後に代表には招集されなかった。通算69試合26ゴールの成績を残した。

## エピソード
- レアル・マドリードの練習生に加わったばかりのころ、毎日スクーターで練習に通っていたブトラゲーニョに対し、アルフレッド・ディ・ステファノは「選手は自分の体には気を付けなければならない。何か他の手段で通うべきだ」と諭した。その後、土曜日の夜に、友人に会うためにベスパに乗っていたところをディ・ステファノに見つかり、罵声を浴びせられた。その後、ブトラゲーニョはすぐさまバイクを売った[2]。
- 1988年、レアル・マドリード所属時に自身の名を冠したテレビゲームが発売された[9]。

## 個人成績
| シーズン                 | クラブ                   | 国内リーグ | 国内リーグ | 国内カップ1 | 国内カップ1 | UEFA2  | UEFA2  | 通算   | 通算   |
| シーズン                 | クラブ                   | 試合数     | 得点数     | 試合数      | 得点数      | 試合数 | 得点数 | 試合数 | 得点数 |
| ------------------------ | ------------------------ | ---------- | ---------- | ----------- | ----------- | ------ | ------ | ------ | ------ |
| 1981-82                  | カスティージャCF         | 6          | 3          | —           | —           | —      | —      | 6      | 3      |
| 1982-83                  | カスティージャCF         | 38         | 13         | —           | —           | —      | —      | 38     | 13     |
| 1983-84                  | カスティージャCF         | 21         | 21         | —           | —           | —      | —      | 21     | 21     |
| カスティージャCF通算     | カスティージャCF通算     | 65         | 37         | 0           | 0           | 0      | 0      | 65     | 37     |
| 1983-84                  | レアル・マドリード       | 10         | 4          | 2           | 2           | 0      | 0      | 12     | 6      |
| 1984-85                  | レアル・マドリード       | 29         | 10         | 4           | 0           | 11     | 4      | 44     | 14     |
| 1985–86                  | レアル・マドリード       | 31         | 10         | 6           | 2           | 12     | 2      | 49     | 14     |
| 1986–87                  | レアル・マドリード       | 35         | 11         | 3           | 3           | 7      | 5      | 45     | 19     |
| 1987–88                  | レアル・マドリード       | 32         | 12         | 3           | 1           | 8      | 2      | 43     | 15     |
| 1988–89                  | レアル・マドリード       | 33         | 15         | 8           | 3           | 8      | 4      | 49     | 22     |
| 1989–90                  | レアル・マドリード       | 32         | 10         | 6           | 2           | 2      | 2      | 40     | 14     |
| 1990–91                  | レアル・マドリード       | 35         | 19         | 4           | 2           | 4      | 4      | 43     | 25     |
| 1991–92                  | レアル・マドリード       | 35         | 14         | 6           | 4           | 9      | 1      | 50     | 19     |
| 1992–93                  | レアル・マドリード       | 34         | 9          | 3           | 1           | 6      | 1      | 43     | 11     |
| 1993–94                  | レアル・マドリード       | 27         | 8          | 2           | 1           | 4      | 2      | 33     | 11     |
| 1994–95                  | レアル・マドリード       | 8          | 1          | 0           | 0           | 4      | 0      | 12     | 1      |
| レアル・マドリード通算   | レアル・マドリード通算   | 341        | 123        | 47          | 21          | 75     | 27     | 463    | 171    |
| 1995-96                  | アトレティコ・セラヤ     | 34         | 17         | —           | —           | —      | —      | 34     | 17     |
| 1996–97                  | アトレティコ・セラヤ     | 26         | 2          | —           | —           | —      | —      | 26     | 2      |
| 1997–98                  | アトレティコ・セラヤ     | 31         | 10         | —           | —           | —      | —      | 31     | 10     |
| アトレティコ・セラヤ通算 | アトレティコ・セラヤ通算 | 91         | 29         | 0           | 0           | 0      | 0      | 91     | 29     |
| トップチーム通算         | トップチーム通算         | 432        | 152        | 47          | 21          | 75     | 27     | 554    | 200    |

1コパ・デル・レイ, スーペルコパ・デ・エスパーニャ, コパ・デ・ラ・リーガ.
2UEFAカップ, UEFAチャンピオンズリーグ, UEFAカップウィナーズカップ.

## 獲得タイトル

### クラブタイトル
- セグンダ・ディビシオン : 1983-84
- プリメーラ・ディビシオン : 1985-86, 1986-87, 1987-88, 1988-89, 1989-90, 1994-95
- コパ・デル・レイ : 1988-89, 1992-93
- コパ・デ・ラ・リーガ : 1984-85
- スーペルコパ・デ・エスパーニャ : 1988, 1989, 1990, 1993
- UEFAカップ : 1984-85, 1985-86
- コパ・イベロアメリカーナ : 1994

### 個人タイトル
- ブラヴォー賞 : 1985, 1986
- シルバーボール : 1986
- ピチーチ賞 : 1990-91